# Pentti Kokkonen
Pentti Kokkonen, finski smučarski skakalec, * 15. december 1955, Jämsä, Finska.
Prvič je na mednarodni tekmi nastopil leta 1976 na tekmi Novoletne turneje v Oberstdorfu. Na svetovnem prvenstvu v svojem domačem Lahtiju je osvojil 5. mesto na veliki skakalnici. Leta 1978 je po zaslugi zmag v Innsbrucku in  Bischofshofnu osvojil 27. izvedbo Novoletne turneje.   
Z uvedbo svetovnega pokala Kokkonen ni dosegal vidnejših rezultatov. 
Svoje največje uspehe je dosegal na moštvenih tekmah na svetovnih prvenstvih - v Engelbergu leta 1984 in Seefeldu leta 1985 je osvojil zlati medalji, v  Oslu leta 1982 pa še bronasto.
Kariero je zaključil po sezoni 1986/87. Od leta 2004 je trener finske mladinske reprezentance.

## Dosežki

### Zmage
Pentti Kokkonen ima 2 zmagi na Novoletnih turnejah:
| Sezona  | Država/Prizorišče |
| ------- | ----------------- |
| 1978/79 | Innsbruck         |
| 1978/79 | Bischofshofen     |